# Notopomala glaucipes
Notopomala glaucipes är en insektsart som först beskrevs av Rehn, J.A.G. 1906.  Notopomala glaucipes ingår i släktet Notopomala och familjen gräshoppor. Inga underarter finns listade i Catalogue of Life.